# JavaOne

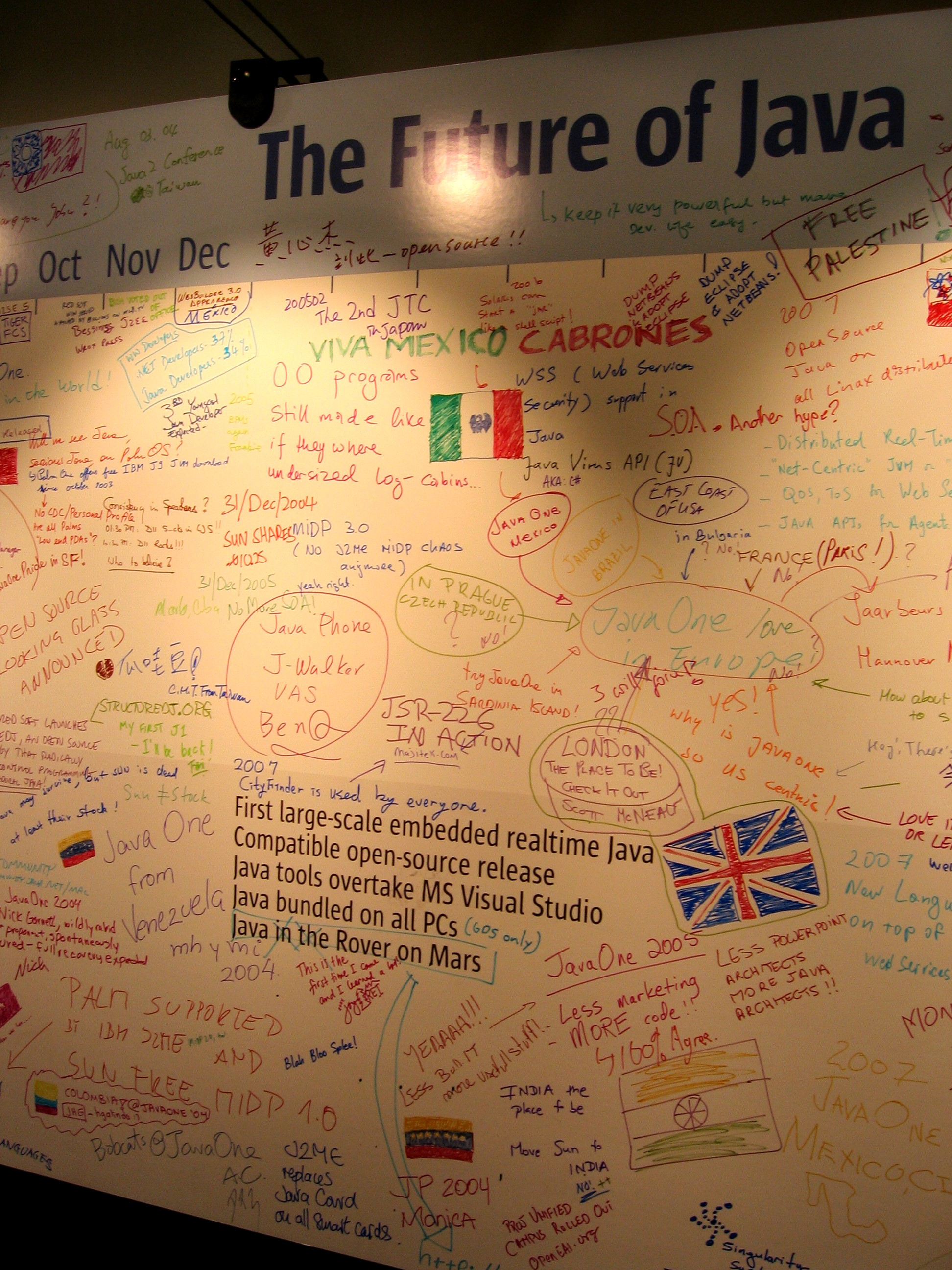
Los asistentes la conferencia JavaOne de 2004 describieron su visión del futuro de Java en una pizarra.

JavaOne es una conferencia anual (desde 1996) puesta por Sun Microsystems para discutir las tecnologías de Java, sobre todo entre los desarrolladores de Java. JavaOne se sostiene en el centro de Moscone en San Francisco, California generalmente de abril a junio y funciona típicamente de domingo a viernes. Las sesiones técnicas sobre una variedad de asuntos se llevan a cabo durante el día. Por la tarde, las sesiones del Birds Of a Feather (BOF) se llevan a cabo en el centro de Moscone y los hoteles circundantes. Las sesiones del BOF permiten que las personas se enfoquen en un aspecto particular de la tecnología de Java.
Para acceder a las sesiones técnicas, presentaciones principales, objetos expuestos y sesiones del BOF es requerido un pase para la conferencia que cuesta generalmente entre $1795 a $1995 USD.